# Cliobata muelleri
Cliobata muelleri är en tvåvingeart som först beskrevs av Günther Enderlein 1922.  Cliobata muelleri ingår i släktet Cliobata och familjen skridflugor. Inga underarter finns listade i Catalogue of Life.